# Golf Champion 'Chick' Evans Links with Sweedie
Golf Champion 'Chick' Evans Links with Sweedie è un cortometraggio muto del 1914. Il nome del regista non viene riportato. Fa parte di una serie di comiche che ha come protagonista il personaggio di Sweedie, interpretato da Wallace Beery travestito da donna.
Il film verte sull'incontro tra Sweedie e Chick Evans, un golfista dilettante vincitore all'epoca di tre trofei del Western Amateur organizzato dalla Western Golf Association. Evans (1890-1979) fu uno dei più importanti giocatori di golf degli anni dieci-venti.

## Trama
Sweedie è la cuoca di una famiglia di nuovi ricchi che la trattano piuttosto rudemente fino al momento in cui, improvvisamente, si trova erede di una grossa fortuna che le è stata lasciata dallo zio. Trattata con i guanti bianchi, Sweetie deve dirozzarsi: vestita con abiti eleganti, viene portata al circolo del golf. Lì, incontra il campione "Chick" Evans, il quale le dà, con scarso successo, delle lezioni per insegnarle a giocare. Dopo avere creato parecchio scompiglio al club, tanto da far arrivare la polizia, Sweetie viene a sapere che la grossa fortuna ereditata consiste in buoni per dei sigari.

## Produzione
Il film fu prodotto dalla Essanay Film Manufacturing Company, ottavo titolo della serie dedicata a Sweedie.

## Distribuzione
Distribuito dalla General Film Company, il film - un cortometraggio in due bobine - uscì nelle sale cinematografiche degli Stati Uniti il 2 ottobre 1914.